# Knischatiria
Knischatiria là một chi nhện trong họ Linyphiidae.